# Terminator Salvation
Terminator Salvation (Terminator: la salvación en Hispanoamérica) es una película estadounidense de ciencia ficción y acción estrenada el 21 de mayo de 2009 en los Estados Unidos, el 5 de junio de 2009 en España y el 31 de julio de 2009 en México. Dirigida por Joseph McGinty Nichol, es la cuarta película de la franquicia Terminator. Está protagonizada por Christian Bale (como John Connor), Sam Worthington (como el nuevo Terminator T-7RPI, Marcus Wright), Anton Yelchin (como Kyle Reese) y Bryce Dallas Howard (como Kate Connor, esposa de John Connor); también aparece digitalizado el actor Arnold Schwarzenegger, quien representó a Terminator en las películas anteriores. 
La película, establecida en 2018, se centra en la guerra entre la humanidad y la red informática Skynet, y abandona la fórmula de la serie, con Schwarzenegger como el Modelo 101 Terminator que viaja al pasado para proteger o matar a alguien de importancia en el futuro. La filmación comenzó el 5 de mayo de 2008.

## Argumento
En 2003, el reo Marcus Wright (Sam Worthington) está a punto de ser ejecutado, cosa con la que se muestra de acuerdo ya que desea ser castigado por sus crímenes. El día de su ejecución la Dra. Serena Kogan (Helena Bonham Carter), científica de la división de genética de Cyberdyne Systems, se presenta y lo convence de donar su cuerpo a la ciencia, siendo posteriormente ejecutado por inyección letal. Un año después, se activa la supercomputadora Skynet, la cual, considerando a la especie humana como una amenaza a su existencia, desencadena el evento conocido como El Juicio Final. 
Quince años después de los eventos de la rebelión de las máquinas, un destacamento de la Resistencia Humana liderado por John Connor (Christian Bale) llega a una instalación secreta de Skynet, en la cual se encuentran evidencias de la creación de un nuevo y más avanzado modelo de Terminator: el T-800. Sospechando de haber caído en una trampa John ordena su equipo retirarse, sin embargo, una explosión nuclear acaba con todos excepto él. Al caer la noche, Marcus Wright sale ileso de entre los escombros presentando un aspecto idéntico al día de su ejecución, sin saber dónde está o cómo llegó allí, por lo que, tras tomar la ropa de un soldado muerto, comienza a viajar en busca de personas.
John, como consecuencia de las continuas alteraciones en la línea temporal no es el líder de la resistencia sino solo uno de sus oficiales. Este se dirige al Cuartel General de la Resistencia Humana, comandado por el General Ashdown, donde se entera de que los científicos han encontrado mezclado en el canal primario de comunicación de las máquinas una señal de radio ultrasensible, la cual, al ser interferida, permitiría enviar un comando de desactivación que las mantendría inoperantes mientras fuera emitido. 
Sus superiores también le explican que Skynet ha emitido una lista de asesinatos prioritarios donde aparecen todos los oficiales que lideran la resistencia más otros humanos ordenados por relevancia, y la urgencia de usar la señal es porque en una semana las máquinas comenzarán el exterminio de todos ellos. Uno de los oficiales le advierte a John que es el blanco #2 de la lista, cosa que atribuyen a su costumbre de transmitir mensajes de radio a la población, lo que le ha dado fama de salvador. Sin embargo, John se entera de que el primero de la lista es un civil desconocido llamado Kyle Reese (Anton Yelchin), por lo que John razona que la intención de Skynet es ganar la guerra evitando que él nazca al asesinar a su padre antes que viaje al pasado.
Marcus llega a las ruinas de Los Ángeles, dónde es atacado por un T-600, salvándose gracias a la intervención del joven Kyle Reese y su pequeña ayudante Star, quienes destruyen al T-600. El muchacho se muestra sospechoso y molesto al ver que Marcus ha robado un uniforme de la Resistencia Humana, ignorando el honor que significa para Kyle y muchos otros llegar algún día a vestirlo. El muchacho le explica a Marcus que es el año 2018, que él y Star son los últimos sobrevivientes de la Resistencia Humana de Los Ángeles y que ahora viven escondidos de las máquinas. El trío pasa la noche en un laboratorio; ahí encuentran un radio, donde escuchan el mensaje de John, por el cual Kyle siente una profunda admiración. Al día siguiente, tras reparar un auto, deben huir de un «explorador» de Skynet que reconoce a Kyle y da cuenta de su ubicación.
Escapando llegan a una comunidad de supervivientes que se muestran poco amistosos, siendo atacados por un gigantesco robot que secuestra y mata a las personas que encuentra. Kyle y Star son capturados por las máquinas y llevados a Skynet, mientras Marcus, quien intentaba ayudarlos, cae al vacío desde una aeronave, pero sorprendentemente sale ileso. John y Kate, al detectar movimiento enemigo en Los Ángeles, envían un par de aviones A-10 Thunderbolt II que son rápidamente derribados por el enemigo.
Mientras intenta llegar a la base de Skynet, Marcus se encuentra con Blair Williams, una piloto superviviente del equipo de John y traban amistad; ambos acuerdan ir al cuartel de John a informar y desde allí organizar el rescate de los prisioneros. Tras salvarla de varios hombres poco amistosos, poco a poco entre ambos despiertan sentimientos íntimos contra los que Marcus pelea por pensar que su pasado lo condiciona como un individuo carente de bondad, cosa que Blair critica como una idea preconcebida.
Al mismo tiempo John y Barnes, un miembro de la Resistencia Humana, experimentan con la señal de radio comprobando que puede incapacitar a las máquinas, por lo que Ashdown decide atacar a las instalaciones de Skynet, señalando la hora de inicio del ataque para que todas las bases se coordinen y bombardeen con todo su poder.
Blair y Marcus llegan a la base de Connor, pero al cruzar un campo minado magnético, inexplicablemente una mina se adhiere a la pierna de Marcus, detonando e hiriéndolo de gravedad. Tras ser llevado a la base y atendido por Kate Connor, Marcus despierta y se encuentra encadenado frente a Kate y John, quienes lo tratan hostilmente, afirmando que es un asesino infiltrado; Marcus intenta convencerlos de que no es así, hasta que las heridas de la explosión revelaron que en realidad es un Terminator que sólo conserva el corazón, cerebro y piel de su cuerpo original, en la consecuente discusión, Marcus revela a John que Kyle Reese ha sido capturado por Skynet.
Aunque Marcus es tratado como un Terminator y torturado, Blair confía en él y lo ayuda a escapar para que intente rescatar a Kyle y Star. Ambos huyen de los soldados de John, que intentan asesinarlos. Blair intenta distraerlos entregándose, mientras Marcus es alcanzado por John en un helicóptero, a quien luego debe salvar de las máquinas que patrullan el río cercano a la base, ganándose así el beneficio de la duda, por lo que hace el acuerdo de dejarlo libre para que, aprovechando su condición de máquina, se infiltre en las instalaciones de Skynet y le ayude a liberar a los demás prisioneros. Marcus llega a las instalaciones de Skynet, donde descubre que las máquinas lo tienen registrado como uno más de ellos, por lo que entra sin problemas.
Ashdown califica a los prisioneros como prescindibles y ordena sacrificarlos, ya que considera que intentar rescatarlos podría afectar el factor sorpresa. Cuando John se opone a dejarlos morir es relevado de su cargo, pero los hombres de su base lo apoyan y reniegan de las órdenes de Ashdown. John envía un mensaje por radio al resto de los fuertes y bases humanas, explicando las intenciones de los altos mandos, pidiéndoles que demuestren su humanidad y le den esa noche para rescatar a los rehenes; tras esto, secuestra y reprograma un mototerminator que utiliza para dirigirse solo a ayudar a Marcus.
Marcus se conecta a las computadoras de la base y envía a John instrucciones para infiltrarse y encontrar a Kyle. Posteriormente, se conecta a una unidad de mantenimiento que restaura su aspecto humano. Skynet se manifiesta en una pantalla y le explica que él es un prototipo de infiltración y que se le permitió conservar su personalidad original para pasar desapercibido; ya que las máquinas eran incapaces de comprender la naturaleza humana y que además todos sus intentos previos por infiltrarse terminaron siendo un fracaso, por lo que decidieron crearlo a él como una unidad que ignorara que era una máquina y un espía para que los guiara por medio de un transmisor instalado en su estructura. Sin saberlo, Marcus había cumplido su objetivo, el cual era llevar a Kyle y a John a la base de Skynet, donde serían exterminados.
Los líderes de la Resistencia inician el ataque, pero descubren que, exceptuando su submarino, todos los demás batallones se niegan a atacar hasta que John lo ordene; aun así, emiten la señal e intentan llevar a cabo el ataque solo con su nave. Mientras tanto, Skynet revela a Marcus que la señal es un engaño, ya que nunca ha tenido una aplicación real en las máquinas excepto permitirles detectar el lugar donde se emite, siendo una estrategia para que la Resistencia delate su posición y permita a las máquinas aniquilarlos de forma definitiva. Al mismo tiempo, se ve que la base de los líderes de la Rebelión, único grupo que ignoró el llamado de John, es emboscado y destruido por las máquinas.
Skynet encara a Marcus, señalando que ahora es una máquina, por lo que debe aceptarse como tal y someterse a su autoridad; Marcus responde de forma definitiva que es humano, tras lo cual se arranca su transmisor de monitoreo, toma el uniforme de la Resistencia de uno de los prisioneros muertos y se dirige a ayudar a John.
Kyle escapa de su ejecución, se reúne con Star y termina topándose con John, quien intenta protegerlo de cualquier forma del poderoso primer modelo operativo de T-800, lo que los lleva a descubrir que la instalación es realmente la fábrica de montaje de dicho modelo, por lo que John coloca explosivos en la sección de almacenaje de las baterías de hidrógeno de los T-800 para destruir ese lugar una vez escapen, posteriormente enfrenta al T-800 para asegurarse que Kyle pueda escapar. Marcus acude en ayuda de John, entrando en una pareja pelea mano a mano con el T-800 hasta que éste logre incapacitarlo al detener su corazón orgánico con un golpe. John logra inmovilizar al Terminator al bañarlo en metal fundido y enfriarlo con nitrógeno; posteriormente, reanima a Marcus usando una conexión eléctrica como desfibrilador, pero esto le da al T-800 tiempo para liberarse y apuñalarlo en el pecho con una barra de metal, desatando la furia de Marcus, quien lo decapita. Tras escapar y ser rescatados por sus compañeros, John hace explotar las instalaciones de Skynet.
Al día siguiente, John se encuentra al borde de la muerte ya que su corazón ha sido dañado y solo le quedan algunas horas. Como última voluntad, decide integrar oficialmente a Kyle a la Resistencia entregándole un uniforme. Esto motiva a Marcus a ofrecer su corazón para que sea trasplantado a John, aunque Blair intenta hacerlo cambiar de parecer ya que se había enamorado de él, pero Marcus le asegura que ha logrado vivir su segunda oportunidad gracias a ella y puede morir en paz. Tras esto, su corazón es retirado, lo cual apaga su cuerpo mecánico y muere. 
Al final de la película se ve a John recuperándose del trasplante junto a la Resistencia Humana, quienes han ganado esta batalla y lo ven como su indiscutido líder, mientras se preparan para continuar la guerra contra Skynet, ya que saben que todavía no ha terminado.

## Reparto
- Christian Bale como John Connor: Líder de la Resistencia Humana y profetizado salvador de la humanidad en la batalla contra las máquinas. Tiene más de treinta años y está librando una guerra contra Skynet después de que ésta liquidara a gran parte de la humanidad en un holocausto nuclear. Bale fue la persona elegida y firmó el papel en noviembre de 2007. El director Joseph McGinty Nichol habló extensamente con Bale en Inglaterra sobre el papel, y ambos acordaron seguir adelante. Bale es un fan de las películas y le gustó el guion.
- Sam Worthington como Marcus Whright / T-7RPI: Es un Terminator especialmente construido conservando órganos biológicos, ya que se le dejó su propio cerebro y corazón humano. Es amigo de Kyle Reese y John Connor. Su último recuerdo es el de estar en el corredor de la muerte tras ser condenado en 2003 por múltiples asesinatos, y su relación con una doctora que lideraba un proyecto especial de Cyberdyne Systems. Connor no está seguro acerca de si Wright es del pasado o del futuro. El creador de Terminator, James Cameron, recomendó personalmente a Worthington (al cual había dirigido en Avatar) al director de esta película. Durante las primeras semanas de rodaje, Worthington se desgarró un músculo en su costilla izquierda. Sin embargo, insistió en realizar sus propias acrobacias. McGinty Nichol, anteriormente, había expresado su interés en los actores Daniel Day-Lewis y Josh Brolin para el papel.
- Anton Yelchin como Kyle Reese: Es un soldado admirador de John Connor que en 2029, para garantizar la supervivencia de la raza humana, fue enviado atrás en el tiempo a 1984 para proteger a Sarah Connor, con quien concibió a John Connor en The Terminator. Él fue interpretado por Michael Biehn en dicha película. En este film situado en 2018, Kyle Reese es solo un civil adolescente que no sabe que será el padre de John Connor en unos años. Una gran parte de la trama consiste en salvar a este personaje, ya que él es el futuro padre del salvador de la raza humana.
- Bryce Dallas Howard como Kate Connor: Es la esposa de John, a quien ayuda a construir la Resistencia Humana. Charlotte Gainsbourg fue seleccionada inicialmente para el papel, pero lo dejó a causa de conflictos de programación con otra película. En la tercera película había sido interpretada por Claire Danes. Kate es veterinaria, pero en esta película se ha convertido en médica. Según sus palabras, la película le recordó a la actriz a los países en desarrollo, devastados por las guerras y la falta de suministros básicos como agua potable.
- Moon Bloodgood como Blair Williams: Trabaja como piloto en la Resistencia Humana, y se culpa por el sufrimiento que tienen los supervivientes que están en la Resistencia.
- Common como Barnes, un combatiente que lucha por la libertad y que es la mano derecha de John Connor en la Resistencia Humana. En la siguiente secuela se revela que él es Daniel Dyson, el hijo del Dr. Miles Dyson (el inventor de Skynet), pero que encubrió su identidad con el seudónimo de Barnes por razones personales con John Connor.
- Helena Bonham Carter como Serena Kogen: Ella es la antagonista del film. Tilda Swinton se consideró para el papel, pero Bonham Carter la sustituyó justo antes de comenzar la filmación. La actriz afirmó que su esposo, el director Tim Burton, es fan de Terminator y le animó a aceptar el papel. Su papel fue, en sus palabras, «pequeño pero fundamental» y solo requirió unos diez días de rodaje. El 24 de agosto de 2008, Bonham Carter recibió un permiso de licencia por un período indefinido (que retrasó la filmación), debido a la muerte de cuatro miembros de su familia en un accidente de minibús en el sur de África.
- Roland Kickinger y Arnold Schwarzenegger como Terminator T-800 Modelo 101, el primer T-800 que Skynet creó. Este trata de exterminar a John Connor debido a que aún no está programado para protegerlo sino hasta años después con otro cyborg de este tipo. Esta es la primera película de The Terminator en la que Arnold Schwarzenegger no interpreta al Terminator T-800, debido a sus ocupaciones como gobernador de California y a la diferencia en su aspecto veinte años mayor al que debía presentar el cyborg. Sin embargo, él concedió a la compañía Halcyon permiso para utilizar su imagen en la película. El actor austriaco Roland Kickinger ya había participado en 2005 en una película interpretando a Schwarzenegger en una película biográfica. Cuando se le preguntó acerca de su papel, Kickinger dijo que «yo hago el papel de Arnold en el primer Terminator. Eso es básicamente mi papel, pero 20 años antes, por lo que establece la forma en que el Terminator vino». Él también reveló que existía una «escena muy fuerte en la película, John Connor por primera vez se reúne con el Terminator, y no sabe si él es bueno o malo». El director, por su parte, dijo: «Nosotros hemos tratado de sintetizar un personaje humano con un personaje CGI y que pueda o no tener algo que ver con el T-800». El atleta polaco Mariusz Pudzianowski también fue considerado para el papel.[3]
- Michael Ironside como General Ashdown: Antes del juicio final, era un general de 4 estrellas, jefe de Robert Brewster, el padre de Katherine Brewster (actual Kate Connor). Se desconoce cómo sobrevive después del ataque nuclear por parte de Skynet. Junto con otros antiguos dirigentes del ejército (incluido John Connor) inicia la Resistencia Humana, siendo él el principal dirigente. En 2018, el día en que se iba a atacar la central de Skynet, discute con John Connor por radio debido a que John había averiguado gracias a Marcus Wright que Kyle Reese se encontraba ahí, y quería evitar la invasión a la central debido a que Ashdow no pretendía evacuar los rehenes, lo que significaba la muerte de Kyle y la alteración del futuro de John. Ashdow, enfurecido, saca a John de la Resistencia Humana, pero este, haciendo caso omiso, le pide a los demás líderes de escuadrones no atacar a Skynet. Muere debido a que cae en la trampa de Skynet con la falsa señal (la cual Skynet rastreó hasta donde estaba el submarino que hacía la función de cuartel general de la Resistencia Humana). Usando esto, Skynet envía un HK Arial, que destruye el submarino con un misil, con Ashdow y el resto de jefes militares dentro.
- Iván G'Vera como General Losenko
- Terry Crews como Capitán Jericho: Aparece en un cameo, durante unos instantes, en el cual se lo puede ver muerto tras el ataque de Skynet al cual sobrevive John Connor.
- Otros personajes que aparecen en la película son Jadagrace interpretando a Star, Chris Ashworth interpretando a Richter, Chris Browning interpretando a Morrison y Jane Alexander interpretando Virginia, entre otros personajes.

### Doblaje al español
| Actor                | Personaje               | Doblaje en España   |
| -------------------- | ----------------------- | ------------------- |
| Christian Bale       | John Connor             | Claudio Serrano     |
| Sam Worthington      | Marcus Whright / T-7RPI | Nacho Fresneda      |
| Anton Yelchin        | Kyle Reese              | Jonatán López       |
| Bryce Dallas Howard  | Kate Connor             | Isabel Valls        |
| Moon Bloodgood       | Blair Williams          | Cristina Mauri      |
| Common               | Barnes                  | Alfonso Vallés      |
| Helena Bonham Carter | Serena Kogen            | Nuria Mediavilla    |
| Michael Ironside     | General Ashdown         | Miguel Ángel Jenner |
| Jane Alexander       | Virginia                | Marta Martorell     |

## Producción
El 9 de mayo de 2007, se anunció que los derechos de la serie Terminator habían pasado de las manos de los productores Andrew G. Vajna y Mario Kassar a la empresa Halcyon. Los productores esperaban comenzar así una nueva trilogía basada en la franquicia. El director Joseph McGinty Nichol afirmó en directo que las dos primeras películas de Terminator estaban entre sus favoritas. A su juicio, la situación posapocalíptica permitía que la película pudiera ser lo suficientemente diferente para no ser una secuela inferior. La idea era que los acontecimientos en Terminator 2: el juicio final y Terminator 3: La rebelión de las máquinas hubieran alterado el futuro, lo que también les permitía ser flexibles con su presentación del mundo futurista. John D. Brancato, Michael Ferris y David C. Wilson escribieron el guion, Paul Haggis lo revisó y Shawn Ryan lo reescribió tres semanas antes de filmar. Jonathan Nolan también lo escribió en conjunto.
El 19 de julio de 2007, el proyecto de Terminator Salvation estaba en un limbo jurídico debido a un pleito entre MGM y T Asset, filial de Halcyon. Según un artículo, MGM tenía una exclusiva de 30 días para negociar una justa distribución de las películas de Terminator. Al negociar para Terminator Salvation, Halcyon rechazó su propuesta inicial, y MGM suspendió las negociaciones. Después de los 30 días, MGM alegó que el período durante el cual se suspendieron las negociaciones no contaba y que su plazo de exclusividad seguía abierto. Halcyon fue a un tribunal para que se dictara un mandamiento judicial que les permitiera participar a otros distribuidores. Finalmente, sin embargo, Warner Bros. pudo obtener los derechos de distribución en América del Norte, mientras que Sony Pictures Entertainment distribuiría la película en el exterior. Esto hizo que la primera película de la serie tuviese la misma distribución que la anterior película.
El rodaje de la película comenzó el 5 de mayo de 2008 en Albuquerque, Nuevo México. Los cineastas habían previsto inicialmente comenzar a filmar el 15 de abril en Budapest, pero la reducción de un veinticinco por ciento de impuestos hicieron que los cineastas buscaran este lugar más barato, a causa de sus 200 millones de dólares de presupuesto. Para evitar las demoras causadas por una posible huelga de guionistas en julio, todas las escenas exteriores se terminaron entonces, por lo que se podría reanudar la producción fácilmente. La película se rodó en color, con un balance del triple de la cantidad de plata que se usa normalmente. El cineasta consultó con numerosos científicos sobre los efectos de un mundo abandonado y el invierno nuclear. McGinty Nichol citó la película Children of Men y la novela La carretera como inspiraciones visuales, y dio instrucciones a su elenco de leer dicha novela.
Stan Winston, que fue el supervisor de efectos visuales en las tres primeras películas de la serie, continuó su papel en Terminator Salvation. La película contó con el implante de piel de los T-600, y Winston puso un gran esfuerzo, al igual que la producción, en buscar la forma de envolver de prótesis a la máquina, de unos 2,4 metros de altura. El director dijo que muchas de las máquinas tuvieron influencia directa de los trabajos descultor H. R. Giger, conocido por su trabajo en la saga de Alien.
La película fue uno de los últimos trabajos de Winston, fallecido el 15 de junio de 2008. El director le dedicó la película al inicio de los créditos de cierre. Además, Winston también filmó un cameo como un hombre que lucha con un Hydrobot.

## Estreno
La película se estrenó en Estados Unidos el 21 de mayo de 2009, y fue clasificada como PG-13 por la Motion Picture Association of America, a diferencia de las anteriores películas de Terminator, que fueron clasificadas como R. McGinty Nichol había explicado antes del corte final: «Hemos contemplado la idea de un PG-13 en gran parte debido a que Batman Begins, en mi opinión, se hizo sin compromiso. Así que veremos. La película es lo primero y será protegida en todo momento». 
En Argentina la película fue estrenada el 4 de junio de 2009.
Warner Bros. pospuso el estreno en México de Terminator Salvation, previsto para el 5 de junio de 2008, hasta el 31 de julio, debido a la incertidumbre en ese momento sobre los efectos de la gripe AH1N1.
Además de la novelización de Alan Dean Foster, hubo también una novela titulada De las cenizas, de Timothy Zahn, y dos spin-offs. El primer spin-off fue publicado en septiembre de 2008. IDW Publishing dio a conocer además cuatro cómics, así como una adaptación. Playmates Toys, Sideshow Collectibles y DC Unlimited, por su parte, fueron los encargados del merchandise. Se estrenó también para la ocasión una montaña rusa en el parque Six Flags Magic Mountain.

## Recepción
Terminator: Salvation fue elegida en 2008 como una de las películas más anticipadas del 2009; de igual forma, las expectativas de los aficionados hacia la película eran altas, sobre todo cuando se confirmó la participación de Christian Bale, Sam Worthington, Bryce Dallas Howard y Helena Bonham Carter, quienes venían de diferentes éxitos de taquilla como de crítica.
Cuando la película se estrenó, el 21 de mayo de 2009, recibió críticas de mixtas a negativas, ya que por un lado elogiaron los efectos visuales, la banda sonora y las actuaciones (principalmente de Sam Worthington); pero por otro lado criticaron el tiempo de ejecución, el guion, la actuación de Christian Bale y el trasfondo de los personajes. A su vez, los aficionados mostraron insatisfacción por el tono oscuro y la falta de referencias a la película original.
En el sitio web especializado Rotten Tomatoes, la película tiene un índice de aprobación del 33%, según 279 reseñas, con una calificación promedio de 5.1/10. El consenso de los críticos del sitio web dice: "Con una narración tan robótica como los villanos icónicos de la película, Terminator: Salvation ofrece muchos efectos geniales pero carece del corazón de las películas originales". En el sitio web Metacritic, la película tiene un puntaje promedio ponderado de 49 sobre 100, basado en 46 reseñas, lo que indica "reseñas mixtas o promedio". Las audiencias encuestadas por CinemaScore le dieron a la película una calificación B + en la escala de la A a la F.
Roger Ebert del Chicago Sun-Times le dio a la película 2 de 4 estrellas, escribiendo: "Después de analizar la película, les ofrezco mi resumen de la historia: un tipo muere, resucita, se encuentra con otros, pelea. Eso dura casi dos horas." Michael Rechtshaffen de The Hollywood Reporter dijo que la película no era la misma sin Arnold Schwarzenegger y que carecía de elemento dramático. Asimismo, Claudia Puig de USA Today le dio a la película un puntaje de 2 sobre 4 y la llamó "predecible", con "elementos dramáticos planos". Consideró además la actuación de Christian Bale como "unidimensional", pero encontró que sus compañeros de reparto "estaban mejor", diciendo que Sam Worthington tenía "una intensidad tranquila empañada solo por gritar '¡Nooooo!' tres veces en unos 10 minutos", y que Anton Yelchin tenía "algunas de las mejores líneas".
Total Film le dio a la película un puntaje de 4/5, con su veredicto afirmando: "Esta nueva historia relanzada de Terminator no solo tiene una sacudida postapocalíptica, una energía frenética y está llena de lazos de bienvenida al pasado, sino que también abre nuevos caminos. Crucemos los dedos por que McG (el director) siga el ejemplo de Cameron y ofrezca una secuela digna". Devin Faraci de Empire también dio una calificación positiva de cuatro de cinco estrellas, diciendo: "McG ha traído una franquicia moribunda de nuevo a la vida, dando a los aficionados la acción postapocalíptica que han estado anhelando desde que vieron a un pie de metal aplastar un cráneo humano hace dos décadas". Sin embargo, en CHUD, este último dijo: "El deseo de Bale de interpretar a John Connor fue probablemente el golpe fatal para la película; distorsionó por completo la forma de la historia tal como existía". Además, expresó que el tercer acto fue cuando la película comenzó a desmoronarse, diciendo: "McG y Nolan enturbiaron el final de la película, ofreciendo acción genérica (otra pelea de Terminator en una fábrica) sin encontrar su propio gancho que daría a esta película más impacto del que obtendrías de una novela de universo expandido". En contraste, James Berardinelli consideró el final como la mejor parte de la película, sintiendo que los primeros dos tercios eran "divagantes y desarticulados" y que la falta de un villano central solo se solucionaba cuando aparecía el T-800.
Betsy Sharkey de Los Angeles Times declaró que "las fortalezas [de Bale] no le sirven a él, ni a la película, tampoco aquí" y que "cuando la historia comienza a desmoronarse en torno a Bale, Worthington está allí para recoger los pedazos". Craig Sharp de FilmShaft le dio a la película un puntaje de 3/5 y dijo: "Si estás buscando acción, ¡esta es una muy buena película! Si lo que buscas es profundidad de personajes, pasa de largo, por favor". A.O. Scott de The New York Times dijo que la película tenía una integridad bruta, de la cual carecen otras franquicias del momento y una "narración eficiente y razonablemente ligera". Ben Lyons y Ben Mankiewicz le dieron a la película un "See It" ("mírala") y "Skip It" ("sáltatela"), respectivamente, en su programa At the Movies, mientras que este último mencionó que era "el peor estreno de verano de gran presupuesto que he visto en mucho tiempo".
Arnold Schwarzenegger, protagonista de las tres películas anteriores de la serie, inicialmente comentó que Terminator: Salvation era "una gran película", y que "estaba muy emocionado", pero más adelante invirtió su posición, y dijo que era "...terrible. Lo intentaron duro, no es que no lo hicieran, con la actuación y todo. Pero perdió el foco". Linda Hamilton, quien interpretó a Sarah Connor en Terminator y Terminator 2: Judgment Day, y que prestó su voz en Terminator: Salvation, le deseó a la película "todo lo mejor", pero expresó su opinión de que la serie "fue perfecta con dos películas", y agregó: "Era un círculo completo, y era suficiente en sí mismo. Pero siempre habrá quienes intentarán ordeñar la vaca".
En Reel Power: Hollywood Cinema and American Supremacy, Matthew Alford argumentó que con la cuarta entrega, "la franquicia había hecho un cambio claro hacia el apoyo a las narrativas del establishment, a pesar de sus reservas anteriores" y que un "tema central" era si John Connor "debería dar prioridad a dar un golpe militar decisivo contra las máquinas o rescatar a algunos humanos capturados, que están sepultados, con reminiscencias de Auschwitz, por los Terminator". Además dijo: "Las escenas flashforward a las tres primeras películas de Terminator insinuaban un horrible futuro de escape del dolor, privaciones y guerra de guerrillas ad-hoc", pero, en contraste, el productor Jeffrey Silver explicó que el Departamento de Defensa brindó una cooperación fantástica [a Salvation], porque reconocieron que en el futuro retratado en esta película los militares seguirán siendo los hombres y mujeres que nos protejan, pase lo que pase". Alford concluye que "para un mundo que está ambientado apenas quince años después de un holocausto nuclear global, los supervivientes están fantásticamente sanos", y que esto "normaliza lo impensable".
La película fue también la primera de la saga en fracasar en la taquilla, ya que a pesar de que en su primer fin de semana dominó la taquilla en 66 países, los días siguientes su taquilla se desplomó, recaudando un total $ 372 000 000 de dólares, contra un presupuesto de $ 200 000 000 de dólares.